# Tour de France 2015/6. Etappe
Die 6. Etappe der Tour de France 2015 fand am 9. Juli 2015 statt und führte von Abbeville über 191,5 Kilometer nach Le Havre. Es gab drei Bergwertungen der vierten Kategorie nach 72 Kilometern (Côte de Dieppe), 77,5 Kilometern (Côte de Pourville-sur-Mer) und 162 Kilometern (Côte du Tilleul) und einen Zwischensprint nach 145,5 Kilometern in Saint-Léonard. Die sechste Etappe zählte als Flachetappe. Es gingen 188 Fahrer an den Start.

## Rennverlauf
Eine Fluchtgruppe bestehend aus Perrig Quéméneur, Kenneth Vanbilsen und Daniel Teklehaimanot konnte sich rasch absetzen und einen Vorsprung von über zwölf Minuten auf das Peloton herausfahren. Erst als die Lotto-Soudal-Mannschaft um André Greipel das Tempo im Feld erhöhte, verringerte sich der Abstand wieder etwas und pendelte sich bei rund fünf Minuten ein. Den Zwischensprint gewann Perrig Quéméneur, im Hauptfeld war John Degenkolb der erste. Der Eritreer Daniel Teklehaimanot errang auf dieser Etappe durch den Gewinn aller drei Bergwertungen das Gepunktete Trikot. Damit war er der erste Afrikaner in der Radsportgeschichte, der dieses Trikot für die Bergwertung bei der Tour de France trug, ein „Meilenstein für den afrikanischen Radsport“. Unterdessen schrumpfte der Vorsprung ob der Nachführarbeit im Hauptfeld weiter, 20 Kilometer vor dem Ziel war es noch etwa eine Minute, die die Ausreißer vor dem Feld lagen. Kurz vor dem Zusammenschluss der Gruppen versuchte es Vanbilsen im Alleingang, wurde aber zwei Kilometer vor dem Ziel eingeholt.
Tony Martin trug bei dieser Etappe das Gelbe Trikot. Er stürzte rund 1000 Meter vor dem Ziel am Schlussanstieg in Le Havre so schwer, dass er sich das Schlüsselbein brach und die Tour de France vorzeitig beenden musste. Auch einige weitere Fahrer, darunter Vincenzo Nibali, kamen zu Sturz, konnten die Rundfahrt aber fortsetzen.
Den Tagessieg errang Zdeněk Štybar durch eine Attacke am Schlussanstieg vor den Sprintern, Peter Sagan platzierte sich als Etappenzweiter und verkürzte den Abstand zum im Grünen Trikot fahrenden André Greipel in der Punktewertung.

## Punktewertungen
| Zwischensprint in Saint-Léonard nach 145,5 km auf 77 m |                        |                            |         |
| 1.                                                     | Frankreich             | Perrig Quéméneur (EUC)     | 20 Pkt. |
| 2.                                                     | Belgien                | Kenneth Vanbilsen (COF)    | 17 Pkt. |
| 3.                                                     | Eritrea                | Daniel Teklehaimanot (MTN) | 15 Pkt. |
| 4.                                                     | Deutschland            | John Degenkolb (TGA)       | 13 Pkt. |
| 5.                                                     | Frankreich             | Bryan Coquard (EUC)        | 11 Pkt. |
| 6.                                                     | Deutschland            | André Greipel (LTS)        | 10 Pkt. |
| 7.                                                     | Slowakei               | Peter Sagan (TCS)          | 9 Pkt.  |
| 8.                                                     | Vereinigtes Konigreich | Mark Cavendish (EQS)       | 8 Pkt.  |
| 9.                                                     | Niederlande            | Roy Curvers (TGA)          | 7 Pkt.  |
| 10.                                                    | Frankreich             | Thomas Voeckler (EUC)      | 6 Pkt.  |
| 11.                                                    | Italien                | Matteo Trentin (EQS)       | 5 Pkt.  |
| 12.                                                    | Australien             | Mark Renshaw (EQS)         | 4 Pkt.  |
| 13.                                                    | Polen                  | Michał Kwiatkowski (EQS)   | 3 Pkt.  |
| 14.                                                    | Frankreich             | Bryan Nauleau (EUC)        | 2 Pkt.  |
| 15.                                                    | Vereinigtes Konigreich | Peter Kennaugh (SKY)       | 1 Pkt.  |

| Etappenziel in Le Havre nach 191,5 km auf 75 m |             |                            |         |
| 1.                                             | Tschechien  | Zdeněk Štybar (EQS)        | 50 Pkt. |
| 2.                                             | Slowakei    | Peter Sagan (TCS)          | 30 Pkt. |
| 3.                                             | Frankreich  | Bryan Coquard (EUC)        | 20 Pkt. |
| 4.                                             | Deutschland | John Degenkolb (TGA)       | 18 Pkt. |
| 5.                                             | Belgien     | Greg Van Avermaet (BMC)    | 16 Pkt. |
| 6.                                             | Frankreich  | Tony Gallopin (LTS)        | 14 Pkt. |
| 7.                                             | Norwegen    | Edvald Boasson Hagen (MTN) | 12 Pkt. |
| 8.                                             | Italien     | Davide Cimolai (LAM)       | 10 Pkt. |
| 9.                                             | Frankreich  | Julien Simon (COF)         | 8 Pkt.  |
| 10.                                            | Spanien     | Gorka Izagirre (MOV)       | 7 Pkt.  |
| 11.                                            | Norwegen    | Alexander Kristoff (KAT)   | 6 Pkt.  |
| 12.                                            | Niederlande | Robert Gesink (TLJ)        | 5 Pkt.  |
| 13.                                            | Spanien     | Joaquim Rodríguez (KAT)    | 4 Pkt.  |
| 14.                                            | Frankreich  | Armindo Fonseca (BSE)      | 3 Pkt.  |
| 15.                                            | Spanien     | Alejandro Valverde (MOV)   | 2 Pkt.  |

## Bergwertungen
| Côte de Dieppe Kategorie 4 nach 72 km auf 85 m 1,8 km bei 4,0 % |         |                            |        |
| 1.                                                              | Eritrea | Daniel Teklehaimanot (MTN) | 1 Pkt. |

| Côte de Pourville-sur-Mer Kategorie 4 nach 77,5 km auf 97 m 2,0 km bei 4,5 % |         |                            |        |
| 1.                                                                           | Eritrea | Daniel Teklehaimanot (MTN) | 1 Pkt. |

| Côte du Tilleul Kategorie 4 nach 162 km auf 105 m 1,6 km bei 5,6 % |         |                            |        |
| 1.                                                                 | Eritrea | Daniel Teklehaimanot (MTN) | 1 Pkt. |

## Aufgaben
- Michael Albasini (OGE): nicht zur Etappe angetreten (Oberarmbruch; Sturzfolge der 5. Etappe[4])